# Tony Lip
Tony Lip, geboren als Frank Anthony Vallelonga (Beaver Falls, 30 juli 1930 – Teaneck, 4 januari 2013), was een Amerikaans acteur.
In Nederland is hij vooral bekend door zijn rol als "Carmine Lupertazzi" in de televisieserie The Sopranos. Hij speelde ook als "Philip Giaccone" in Donnie Brasco en "Francesco Manzo" in Goodfellas. Hij werkte als supervisor bij de Copacabana Nightclub in New York en ontmoette daar beroemde sterren als Frank Sinatra, Sammy Davis jr., Dean Martin en filmregisseur Francis Ford Coppola en kwam via hem aan een klein rolletje voor de film The Godfather.
Hij liet nooit iemand uitspreken en kreeg al snel de bijnaam Lip daardoor. Zijn loopbaan als acteur was met name gevuld met kleine rollen in (maffia)films en televisieseries.
Hij schreef met Steven Priggle en Danny Aiello het boek Shut Up And Eat.
Lip woonde in Haledon. Zijn vrouw overleed in 1999. Hij had twee zonen. Hij overleed na een langdurige ziekte in het ziekenhuis van Teaneck. Hij werd begraven in Marycrest Cemetery te Mahwah.
De roadmovie Green Book (2018) werd gedeeltelijk op zijn leven gebaseerd.

## Filmografie
- The Godfather (1972) - Bruilofsgast
- The Godfather: A Novel for Television (1977) - Bruilofsgast
- Raging Bull (1980) - Nachtclubbezoeker
- The Pope of Greenwich Village (1984) - Frankie
- Year of the Dragon (1985) - Lenny Carranza
- Heart (1987) - Max
- Last Rites (1988) - Cabbie
- Lock Up (1989) - Bewaker
- Goodfellas (1990) - Frankie The Wop
- 29th Street (1991) - Nicky Bad Lungs
- Innocent Blood (1992) - Frank
- Who's the Man? (1993) - Vito Pasquale
- A Brilliant Disguise (1994) - Pete
- Donnie Brasco (1997) - Lucky Philip Giaccone
- A Brooklyn State of Mind (1998) - Barkeeper
- The Signs of the Cross (2005) - Mario
- All In (2006) - Darkman
- Stiletto (2008) - Gus
- Green Book (2018) - zichzelf (archiefmateriaal)

## Tv-series
- Law & Order (1992/1996) - Bobby Murrows
- The Sopranos (2001/2007) - Carmine Lupertazzi